# Pisolithus abditus
Pisolithus abditus är en svampart som beskrevs av Kanch., Sihan., Hogetsu & Watling 2003. Pisolithus abditus ingår i släktet Pisolithus och familjen rottryfflar.   Inga underarter finns listade i Catalogue of Life.